# The Secret (Cosmic Girls)
The Secret è il secondo EP del girl group sudcoreano Cosmic Girls, pubblicato nel 2016.

## Tracce
1. Secret (비밀이야: bimiliya) – 3:43
2. BeBe – 3:18
3. Would You Kiss Me? (우주키스미: ujukiseumi) – 3:37
4. Prince (짠!: jjan!) – 3:21
5. ROBOT – 3:39
6. Good Night (이층침대: icheungchimdae) – 3:33
7. Secret (是秘密呀 (Chinese Ver.)) – 3:43